# Rockin' Kats
Rockin' Kats (lançado no Japão como N.Y. Nyankies) é um jogo eletrônico de plataforma produzido pela Atlus Software Inc. em 1991, para o Nintendo Entertainment System.
O jogo de rolagem lateral (side-scrolling) envolve as aventuras de um gato de desenhos animados em sua busca para derrotar uma quadrilha criminosa de cães que tomou conta de sua cidade.

## Enredo
O jogador controla Willy, um jovem gato de jazz em Nova York, o qual utiliza o nome artístico de "The Rockin' Kat". No entanto, o chefe do crime local, Mugsy, sequestra Jill, a namorada de Willy. Para resgatar Jill e derrotar o gângster, Willy deve se aventurar através de sete níveis diferentes ou "canais" (de um aparelho de televisão) que apresentam vários temas, bandidos e chefes.

## Jogabilidade
Willy utiliza-se de uma arma de soco equipada com uma mola. Com ela, o gato pode atacar os diversos vilões, ou também para agarrar objetos que caem de prédios e atirá-los nos inimigos, além de se balançar em mastros. 
Há um total de cinco fases. Os quatro primeiros estágios podem ser jogados em qualquer ordem e são selecionados no início do jogo como "canais" em um monitor de TV. A quinta e última etapa ("canal" 5) fica disponível somente depois que os outros quatro forem concluídos. 
Os níveis incluem uma jornada no centro da cidade, um voo em um avião em movimento, um parque de diversões e uma expedição no velho oeste. Há também um "canal de compras", onde o jogador pode comprar power-ups com dinheiro obtido através do jogo, e um "canal de bônus" onde os minijogos podem ser jogados por dinheiro adicional e vidas extras. Um recurso de senha está disponível que ajuda o jogador a acompanhar o seu progresso.

### Fase secreta
Após a rolagem dos créditos finais, o jogador tem a chance de jogar um estágio "secreto" adicional. Nele, o personagem jogador é despojado de todo o dinheiro e power-ups adquiridos, são dadas apenas três vidas (sem  chances de obtenção de mais) e há um desafio ainda maior do que qualquer um dos estágios vistos anteriormente no jogo. Além disso, a saúde do personagem não é reabastecida após completar um nível como é nas demais etapas.